# Generalinspekteur der Panzertruppen
Der Generalinspekteur der Panzertruppen (Abkz. Gen.Insp.d.Pz.Tr) war eine am 28. Februar 1943 geschaffene Dienststelle eines obersten Waffenvorgesetzten der Panzertruppe der Wehrmacht. Bekleidet wurde sie von Heinz Guderian, der mit weitreichenden Vollmachten ausgestattet, im Zusammenhang mit dem Adolf-Hitler-Panzerprogramm, die Panzerwaffe für eine kriegsentscheidende Rolle, vor allem für das Unternehmen Zitadelle, erneuern und ausbauen sollte. Ab Juli 1944 war Guderian zusätzlich mit der Wahrnehmung der Geschäfte des Chefs des Generalstabs des Heeres beauftragt und wurde im März 1945 beurlaubt.

## Allgemein
Am 20. Februar 1943 suchte Hitlers Adjutant Rudolf Schmundt Guderian auf und eröffnete ihm, dass Hitler sich entschieden habe Guderian die Obhut über die Panzerwaffe anzuvertrauen. Die deutsche Panzertruppe sei infolge der zunehmenden Überlegenheit der sowjetischen in so eine schlechte Lage gekommen, dass eine Erneuerung notwendig sei. Die Panzertruppe habe zudem das Vertrauen in die Führung verloren und verlange nach einer tatkräftigen und sachverständigen Leitung der Waffe. Guderian sagte zu.
Die am 28. Februar 1943 von Hitler genehmigte und unterschriebene „Dienstanweisung für den Generalinspekteur der Panzertruppen“ stellte im Artikel 1 die umfassende Bedeutung des Generalinspekteurs heraus: er „ist mir verantwortlich für eine der kriegsentscheidenden Bedeutung entsprechende Weiterentwicklung der Panzertruppen“. Artikel 7 ermöglichte ihm „bindende Weisungen an alle Dienststellen des Heeres zu erteilen“.
Der Generalinspekteur der Panzertruppen war Hitler unmittelbar unterstellt und hatte den Dienstgrad eines Oberbefehlshabers einer Armee.
Am 25. März 1943 wurde aus der Waffengattung der „Schnellen Truppen“ die „Panzertruppe“. Der „General der Schnellen Truppen beim Ob.d.H.“ wurde aufgelöst und lediglich durch einen „Panzeroffizier beim Chef Genstb.d.H.“ ersetzt.
Am 8. Mai 1943 nahm Guderian an der Sitzung der Panzerkommission teil.
Guderians Behauptung nach dem Krieg, er sei Gegner des Unternehmens Zitadelle gewesen, lässt sich laut Markus Pöhlmann mit den Quellen schwer in Übereinstimmung bringen. Joseph Goebbels notierte, dass Guderian bei seinem Antrittsbesuch bei ihm am 6. März 1943 die Bildung eines Schwerpunktes für eine eventuelle neue Sommeroffensive gegen die Sowjetunion forderte.

## Stab
Der Sitz der Dienststelle befand sich im Bendlerblock. Stabschef war Wolfgang Thomale. 
Der Stab gliederte sich in:
- Organisationsabteilung
- Ausbildungsabteilung
- Entwicklungsgruppe
- Abteilung IIa, Personal
- Leitender Kraftfahrzeugoffizier
- Höherer Panzerartillerieoffizier
- General der Panzerabwehr aller Waffen (ab September 1944): Oberst Hermann Oehmichen
- Höherer Nachrichtenoffizier beim General der Panzertruppe

Dem Generalinspekteur unterstand der Inspekteur der Panzertruppe (Insp d Pz Tr) von Februar 1943 bis Juni 1944 Generalleutnant/General der Panzertruppen Heinrich Eberbach, von August 1944 bis Kriegsende General der Panzertruppen Leo Geyr von Schweppenburg
Guderian sandte „Reiseoffiziere“ an die Front, um sich über den technischen, personellen und sonstigen Zustand der Panzertruppe zu informieren.

## Beurteilung
Laut Ernst Klink wird mit der Ernennung Guderians deutlich wie hoch Hitler die Panzerwaffe einschätzte, mit der er nochmal eine Vernichtungsschlacht schlagen wollte.
Burkhart Müller-Hillebrand urteilt, das die Panzertruppe zweifellos durch die weitgehenden Befugnisse ihrer höchsten Waffenvertretung und ihre Bevorzugung gegenüber anderen Waffengattungen in ihrem Kampfwert schnell und nachhaltig gefördert wurde.
Nach Geoffrey P. Megargee gab es nun einen weiteren Offizier mit direktem Zugang zu Hitler, der ihn beriet und bei Diskussionen mitredete.